# HD 134493
HD 134493，又名BD+50 2146，SAO 29420、HR 5648，是一颗恒星，视星等为6.39，位于銀經83.57，銀緯55.29，其B1900.0坐标为赤經15h 5m 9.1s，赤緯+50° 55.29′ 15″。